# 黑龙江日报
《黑龙江日报》是中国共产党黑龙江省委员会的机关报，由黑龙江日报报业集团主管主办。

## 简介
1945年12月1日，《黑龙江日报》在当时黑龙江省的省会北安创刊。之后随着行政区划调整，原哈尔滨特别市的《哈尔滨日报》、松江省的《松江日报》、合江省的《合江日报》、嫩江省的《新嫩江日报》等报与《黑龙江日报》合并，形成现在的《黑龙江日报》。
2002年，中共中央宣传部和原国家新闻出版总署先后批准组建黑龙江日报报业集团，并作为全国试点单位。